# Ovipennis binghami
Ovipennis binghami là một loài bướm đêm thuộc phân họ Arctiinae, họ Erebidae.